# 黄蒙拉
黄蒙拉（1980年1月—）是一位中華人民共和國小提琴家，生於上海。黄蒙拉父母是知青。黄蒙拉1998年毕业于上海音乐学院附中小提琴专业，2002年毕业于上海音乐学院管弦系，俞麗拿是他的老師。2002年，黄蒙拉獲得第49届帕格尼尼国际小提琴大赛金奖。後來黄蒙拉在上海音乐学院授課。